# Пьягбара, Думте
Думте Кристиан Пьягбара (англ. Dumte Christian Pyagbara; род. 13 марта 1996, Нигерия) — нигерийский футболист, нападающий клуба «Шутинг Старз». Выступал за сборную Нигерии.

## Клубная карьера
С 2013 года выступал на взрослом уровне за клубы Нигерии — «Шаркс», «Долфинс», «Эньимба», «Аква Юнайтед», «Энугу Рейнджерс», «Хартленд». 26 сентября 2013 года в составе «Шаркс» забил победный мяч в матче чемпионата Нигерии против клуба «Эль-Канеми Уорриорс». В составе «Эньимбы» в 2016 году участвовал в матчах Лиги чемпионов Африки.
Также числился в составе тунисского клуба «Габес» и играл за команду второго дивизиона Саудовской Аравии «Дамак». В начале 2020 года перешёл в латвийский «Вентспилс».

## Карьера в сборной
Думте выступал за молодёжные сборные Нигерии. Он принимал участие на молодёжном чемпионате мира 2013 (1 матч), молодёжном чемпионате Африки 2015 года, турнире в Тулоне 2013 года.
28 октября 2013 года дебютировал в национальной сборной Нигерии в товарищеском матче против Иордании. В январе 2014 года главный тренер сборной Стивен Кеши включил Думте в состав сборной на Чемпионат африканских наций. Он провёл три неполных матча и стал частью команды, завоевавшей бронзовые медали турнира. После окончания чемпионата 2014 года более не играл за взрослую сборную.